# 鐵架台

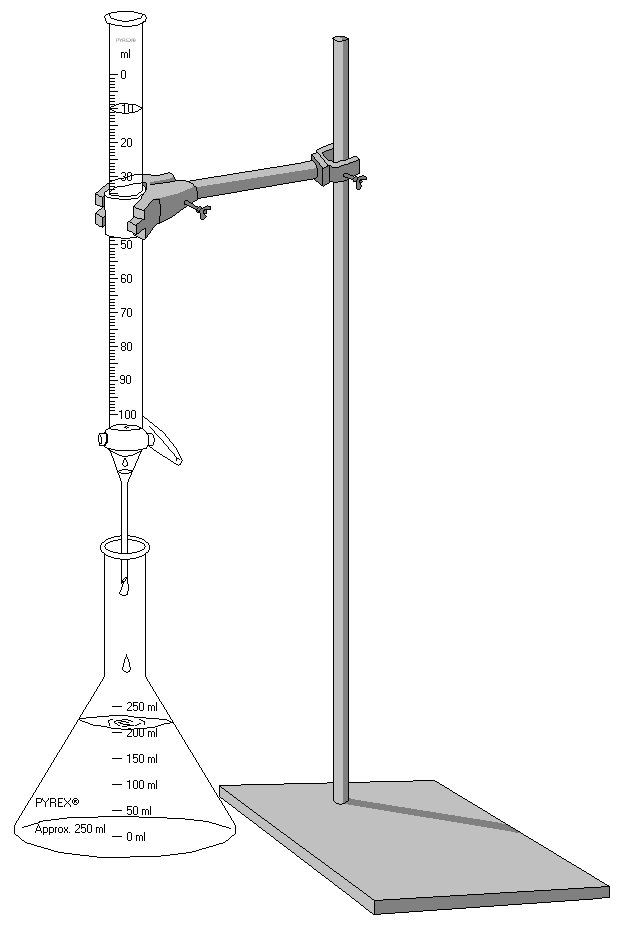
利用万能夹和滴定管相连的铁架台

铁架台是一种常用实验器材，可以通过十字夹或万能夹等工具来扩展，以此来支撑如试管、滴定管等实验器材。铁架台也可以和铁圈相组合用于过滤。
铁架台的底座通常使用不锈钢制成，可以有效保护底座，避免其受到化学腐蚀。而且底座也可以用磁力搅拌器、电热套等仪器取代，即铁杆直接插在上述仪器上（大部分上述仪器都有相应的螺口来连接铁杆）。
典型的铁架台铁杆长度为0.5米，这个长度足以应付大多数实验，并且也更适宜在通风橱中操作。如果需要更高的铁杆，则普通的不锈钢底座需要更换为三脚架来保证稳定性，尤其是在应对铁架台上连接有较大的实验设备时，更需要注意铁架台的稳定性。